# Nazionale maschile di calcio del Kuwait
La nazionale di calcio del Kuwait è la selezione calcistica nazionale del Kuwait ed è posta sotto l'egida della Federazione calcistica kuwaitiana.
Nella sua bacheca spicca la vittoria nella Coppa d'Asia del 1980, giocata in casa. Nel 1976 perse la finale del torneo contro i padroni di casa dell'Iran. A livello regionale detiene il primato di vittorie, ben 10, nella Coppa delle Nazioni del Golfo.
Nel ranking FIFA, istituito nell'agosto 1993, il miglior piazzamento del Kuwait è il 24º posto del dicembre 1998, mentre il peggiore è il 189º posto del dicembre 2017. La nazionale occupa attualmente il 148º posto della graduatoria.
Tra i giocatori più celebri che hanno militato nella nazionale figura Michel Platini, che nel 1988 giocò 21 minuti di un incontro amichevole con l'Unione Sovietica.
È una delle rare nazioni i cui colori della maglia sono diversi da quelli della bandiera: la divisa principale è blu.

## Storia
L'esordio della nazionale kuwaitiana di calcio risale ai Giochi panarabi del 1961, quando pareggiò per 2-2 contro la Libia. Nello stesso torneo il Kuwait perse per 8-0 contro la Rep. Araba Unita, peggiore sconfitta nella storia della nazionale.
Dal 1970, edizione inaugurale, al 1976 si aggiudicò tutte le edizioni della Coppa delle nazioni del Golfo, di cui una in casa. Dal 1979 al 1990 arrivò a disputare la finale del torneo altre quattro volte su sei, cogliendo tre successi (1982, 1986 e 1990) e perdendo l'atto conclusivo della manifestazione nel 1979 (contro l'Iraq padrone di casa).
Nel 1980 il Kuwait si aggiudicò per la prima volta la Coppa d'Asia, nell'edizione giocata in casa, battendo in finale la Corea del Sud per 3-0.
Il Kuwait ottenne la qualificazione al campionato del mondo 1982, vincendo il girone eliminatorio con tre successi contro Thailandia, Malaysia e Corea del Sud. In Spagna, sotto la guida tecnica di Carlos Alberto Parreira, esordì con un pareggio per 1-1 contro la Cecoslovacchia. Nella seconda partita i kuwaitiani persero per 4-1 contro la Francia di Michel Platini. Questo match rimarrà alla storia per una scena singolare: sul 3-1 per i transalpini, Alain Giresse mise a segno una rete, favorito dal fatto che i giocatori kuwaitiani sentirono partire un fischio dalle tribune e, di conseguenza, si fermarono. Da qui iniziò una vivace discussione tra l'arbitro sovietico Miroslav Stupar e gli asiatici. Venne chiamato in causa lo sceicco Fahd Al Ahmad, presidente della federcalcio del Kuwait, che, dopo aver minacciato di ritirare la squadra dal mondiale spagnolo, convinse l'arbitro a non convalidare la rete. Successivamente Stupar fu radiato per questa assurda vicenda. Nel terzo e ultimo incontro i kuwaitiani persero ancora, questa volta contro l'Inghilterra per 1-0 (gol di Trevor Francis al 27'). Conclusero così il loro primo mondiale all'ultimo posto del girone con un punto, alle spalle di Inghilterra, Francia e Cecoslovacchia.
La squadra si aggiudicò nuovamente la Coppa delle nazioni del Golfo nel 1996 e nel 1998. Un altro successo nel torneo, il decimo, fu colto nel 2010. Il 14 febbraio 2000 il Kuwait vinse per 20-0 contro il Bhutan in un match di qualificazione alla Coppa d'Asia 2000, stabilendo all'epoca la vittoria con maggiore scarto in partite tra nazionali di calcio. Il primato fu battuto l'anno dopo dall'Australia, impostasi per 31-0 contro le Samoa Americane.
Il 30 ottobre 2007 la nazionale del Kuwait fu sospesa dalla FIFA per interferenze governative nell'azione della federcalcio, ma il bando durò meno di due settimane. Il 24 ottobre 2008 il Kuwait fu nuovamente sospeso dalla FIFA per non aver indetto elezioni dell'assemblea generale a metà ottobre.. Il 22 dicembre seguente la FIFA revocò il bando alla federcalcio kuwaitiana.
Il 16 ottobre 2015, non avendo riconosciuto la nuova legge nazionale sullo sport promulgata dal governo kuwaitiano, la FIFA sospese nuovamente la federazione calcistica del Kuwait. La sospensione comportò la revoca dell'organizzazione della Coppa delle nazioni del Golfo 2017-2018, ma fu annullata il 6 dicembre 2017, dopo l'adozione di una nuova legge nazionale sullo sport. Per inattività, in quel momento la nazionale kuwaitiana era precipitata al 189º posto del ranking FIFA. Il 7 dicembre 2017 fu annunciato che il Kuwait avrebbe organizzato la Coppa delle nazioni del Golfo 2017-2018 in luogo del Qatar, per via della crisi diplomatica di quest'ultimo stato.

## Partecipazioni ai tornei internazionali

### Mondiali
| Anno | Luogo                          | Piazzamento     | V | N | P | Gol |
| ---- | ------------------------------ | --------------- | - | - | - | --- |
| 1930 | Uruguay                        | Non iscritta    | - | - | - | -   |
| 1934 | Italia                         | Non iscritta    | - | - | - | -   |
| 1938 | Francia                        | Non iscritta    | - | - | - | -   |
| 1950 | Brasile                        | Non iscritta    | - | - | - | -   |
| 1954 | Svizzera                       | Non iscritta    | - | - | - | -   |
| 1958 | Svezia                         | Non iscritta    | - | - | - | -   |
| 1962 | Cile                           | Non iscritta    | - | - | - | -   |
| 1966 | Inghilterra                    | Non iscritta    | - | - | - | -   |
| 1970 | Messico                        | Non iscritta    | - | - | - | -   |
| 1974 | Germania                       | Non qualificata | - | - | - | -   |
| 1978 | Argentina                      | Non qualificata | - | - | - | -   |
| 1982 | Spagna                         | Primo turno     | 0 | 1 | 2 | 2:6 |
| 1986 | Messico                        | Non qualificata | - | - | - | -   |
| 1990 | Italia                         | Non qualificata | - | - | - | -   |
| 1994 | Stati Uniti                    | Non qualificata | - | - | - | -   |
| 1998 | Francia                        | Non qualificata | - | - | - | -   |
| 2002 | Giappone / Corea del Sud       | Non qualificata | - | - | - | -   |
| 2006 | Germania                       | Non qualificata | - | - | - | -   |
| 2010 | Sudafrica                      | Non qualificata | - | - | - | -   |
| 2014 | Brasile                        | Non qualificata | - | - | - | -   |
| 2018 | Russia                         | Squalificata    | - | - | - | -   |
| 2022 | Qatar                          | Non qualificata | - | - | - | -   |
| 2026 | Canada / Stati Uniti / Messico | Non qualificata | - | - | - | -   |

### Coppa delle nazioni asiatiche
| Anno | Luogo                                   | Piazzamento      | V | N | P | Gol  |
| ---- | --------------------------------------- | ---------------- | - | - | - | ---- |
| 1956 | Hong Kong                               | Non iscritta     | - | - | - | -    |
| 1960 | Corea del Sud                           | Non iscritta     | - | - | - | -    |
| 1964 | Israele                                 | Non iscritta     | - | - | - | -    |
| 1968 | Iran                                    | Non iscritta     | - | - | - | -    |
| 1972 | Thailandia                              | Primo turno      | 1 | 0 | 1 | 2:5  |
| 1976 | Iran                                    | Secondo posto    | 3 | 0 | 1 | 6:3  |
| 1980 | Kuwait                                  | Campioni         | 4 | 1 | 1 | 13:6 |
| 1984 | Singapore                               | Terzo posto      | 3 | 1 | 2 | 5:4  |
| 1988 | Qatar                                   | Primo turno      | 0 | 3 | 1 | 2:3  |
| 1992 | Giappone                                | Non qualificata  | - | - | - | -    |
| 1996 | Emirati Arabi Uniti                     | Quarto posto     | 2 | 1 | 3 | 9:6  |
| 2000 | Libano                                  | Quarti di finale | 1 | 2 | 1 | 3:3  |
| 2004 | Cina                                    | Primo turno      | 1 | 0 | 2 | 3:7  |
| 2007 | Indonesia/ Malaysia Thailandia/ Vietnam | Non qualificata  | - | - | - | -    |
| 2011 | Qatar                                   | Primo turno      | 0 | 0 | 3 | 1:7  |
| 2015 | Australia                               | Primo turno      | 0 | 0 | 3 | 1:6  |
| 2019 | Emirati Arabi Uniti                     | Squalificata     | - | - | - | -    |
| 2023 | Qatar                                   | Non qualificata  | - | - | - | -    |

### Confederations Cup
| Anno | Luogo                    | Piazzamento     | V | N | P | Gol |
| ---- | ------------------------ | --------------- | - | - | - | --- |
| 1992 | Arabia Saudita           | Non invitata    | - | - | - | -   |
| 1995 | Arabia Saudita           | Non invitata    | - | - | - | -   |
| 1997 | Arabia Saudita           | Non qualificata | - | - | - | -   |
| 1999 | Messico                  | Non qualificata | - | - | - | -   |
| 2001 | Corea del Sud / Giappone | Non qualificata | - | - | - | -   |
| 2003 | Francia                  | Non qualificata | - | - | - | -   |
| 2005 | Germania                 | Non qualificata | - | - | - | -   |
| 2009 | Sudafrica                | Non qualificata | - | - | - | -   |
| 2013 | Brasile                  | Non qualificata | - | - | - | -   |
| 2017 | Russia                   | Non qualificata | - | - | - | -   |

## Rosa attuale
Lista dei giocatori convocati per le partite di qualificazione al Campionato mondiale di calcio 2022 del 3, 11 e 15 giugno 2021
Presenze e reti aggiornate al 3 giugno 2021.
| 12 | P | Saud Al-Jenaie           | 12 giugno 1994   | 2   | 0  | Al-Tadhamon |  |  |
| 22 | P | Sulaiman Abdulghafour    | 26 febbraio 1991 | 25  | 0  | Al-Arabi    |  |  |
|    |   |                          |                  |     |    |             |  |  |
| 2  | D | Sami Al-Sanea            | 9 gennaio 1993   | 13  | 1  | Kuwait SC   |  |  |
| 4  | D | Khaled Ebrahim           | 28 agosto 1992   | 21  | 1  | Al-Qadisiya |  |  |
| 5  | D | Fahed Al-Hajri           | 10 novembre 1991 | 56  | 5  | Kuwait SC   |  |  |
| 13 | D | Fahad Humood             | 3 ottobre 1990   | 22  | 0  | Kuwait SC   |  |  |
| 14 | D | Mahdi Dashti             | 26 ottobre 2001  | 3   | 0  | Al-Salmiya  |  |  |
| 15 | D | Hamad Al-Qallaf          | 4 dicembre 1999  | 4   | 0  | Al-Salmiya  |  |  |
|    |   |                          |                  |     |    |             |  |  |
| 3  | C | Ahmed Al-Dhefiri         | 9 gennaio 1992   | 27  | 1  | Al-Qadisiya |  |  |
| 6  | C | Mohammad Al Huwaidi      | 29 gennaio 1999  | 0   | 0  | Al-Salmiya  |  |  |
| 8  | C | Fawaz Al-Otaibi          | 21 febbraio 1997 | 4   | 0  | Al-Salmiya  |  |  |
| 9  | C | Bandar Al Salamah        | 28 ottobre 2002  | 3   | 0  | Al-Arabi    |  |  |
| 11 | C | Fahad Al-Ansari          | 25 febbraio 1987 | 91  | 3  | Al-Wakrah   |  |  |
| 12 | C | Hamad Harbi              | 25 luglio 1992   | 9   | 0  | Kazma       |  |  |
|    |   |                          |                  |     |    |             |  |  |
| 7  | A | Eid Al Rashidi           | 17 dicembre 1995 | 5   | 1  | Al-Qadisiya |  |  |
| 10 | A | Shabaib Al-Khaldi        | 30 novembre 1999 | 7   | 2  | Kazma       |  |  |
| 16 | A | Mobarak Al-Faneeni       | 21 gennaio 2000  | 10  | 2  | Al-Salmiya  |  |  |
| 17 | A | Bader Al-Mutawa          | 10 gennaio 1985  | 182 | 56 | Al-Qadisiya |  |  |
| 19 | A | Ahmad Zanki              | 17 dicembre 1995 | 6   | 1  | Kuwait SC   |  |  |
| 20 | A | Yousef Naser Al-Sulaiman | 9 ottobre 1990   | 92  | 42 | Kuwait SC   |  |  |

## Palmarès
- Coppa d'Asia: 1

Kuwait 1980
- Coppa delle Nazioni del Golfo: 10

1970, 1972, 1974, 1976, 1982, 1986, 1990, 1996, 1998, 2010

## Tutte le rose

### Mondiali
Coppa del Mondo FIFA 19821 Al-Tarabilsi, 2 N. Mubarak, 3 M. Murabak, 4 Al-Qabendi, 5 W. Mubarak, 6 Al-Houti, 7 Kamel, 8 Abdullah Al-Buloushi, 9 Yacob, 10 Al-Anberi, 11 Al-Ghanim, 12 Al-Suwayed, 13 Marzouq, 14 Mayouf, 15 Al-Hashash, 16 Al-Dakhil, 17 Al-Shemmari, 18 Karam, 19 Rahyam Aliyan, 20 Abdulaziz Al-Buloushi, 21 Marjam, 22 Bahman, CT: Parreira

### Coppa d'Asia
Coppa d'Asia 19801 Al-Khaldi, 3 M. Mubarak, 4 Al-Qabendi, 5 W. Mubarak, 6 Al-Houti, 7 Kamel, 8 Al-Buloushi, 9 Yacob, 10 Al-Anberi, 11 Al-Ghanim, 12 Al-Suwayed, 15 Al-Hashash, 16 Al-Dakhil, 17 Al-Shemmari, 18 Karam, 19 Rahyam Aliyan, 21 Marjam, 22 Bahman, CT: Parreira
Coppa d'Asia 19841 K. Al-Shemmari, 2 N. Mubarak, 3 M. Murabak, 4 Al-Qabendi, 5 W. Mubarak, 6 Abdulaziz Al-Buloushi, 7 A. Al-Shemmari, 8 Abdullah Al-Buloushi, 11 Al-Amer, 12 Al-Suwayed, 14 H. Al-Shemmari, 15 Al-Hashash, 16 Al-Dakhil, 17 Suleman, 18 Karam, 20 Rahyam Aliyan, 22 Said, 23 Mutair, CT: Antônio Lopes
Coppa d'Asia 19881 Said, 2 N. Mubarak, 3 M. Murabak, 4 Al-Qabendi, 5 W. Mubarak, 6 Al-Habashi, 7 Marzouq, 8 Al-Refae, 9 Al-Hasawi, 10 Al-Anezi, 11 Al-Ghanim, 12 Al-Hajeri, 13 Husain, 14 H. Al-Shemmari, 15 Salim, 16 Mohammad, 17 Maqroun, 18 Al-Essa, 20 K. Al-Shemmari, CT: Pereira
Coppa d'Asia 19961 Al-Fadhli, 2 O. Abdullah, 3 J. Mubarak, 4 Al-Dakhi, 5 Al-Khaledi, 6 Al-Habashi, 7 Al-Halabeej, 9 B. Abdullah, 10 Fairouz, 11 Saihan, 12 Al-Ahmad, 14 Al-Husaini, 15 Mohammad, 16 Al-Lenqawi, 17 Al-Kandari, 18 W. Mubarak, 19 Al-Saqer, 20 Al-Houwaidi, 21 Al Majidi, 22 Al-Mekaimi, CT: Máčala
Coppa d'Asia 20001 Kankone, 2 O. Abdullah, 3 Mubarak, 4 Asel, 5 Al-Shammari, 6 Al-Khodari, 7 Al-Halabeej, 8 Al-Buraiki, 9 B. Abdullah, 10 Al-Sohi, 11 Saihan, 12 Farhan, 13 A. Al-Mutairi, 14 K. Al-Mutairi, 15 Hadi, 16 Al-Omran, 17 Al-Kandari, 18 Mousa, 19 Laheeb, 20 Al-Houwaidi, 21 Al Majidi, 22 Al-Jasem, CT: Uhrin
Coppa d'Asia 20041 Kankone, 2 Al-Taher, 4 Asel, 5 N. Al-Shammari, 6 M. Al-Buraiki, 7 Al-Humaidan, 8 S. Al-Buraiki, 9 Abdullah, 10 K. Al-Mutairi, 11 Al-Namash, 13 Neda, 14 Al-Hamad, 15 Ali, 16 K. Al-Shammari, 17 Al-Mutwa, 18 Al-Ataiqi, 19 Seraj, 20 Mousa, 21 Al-Fadhli, 22 Al-Khaldi, 23 N. Al-Mutairi, 26 Al-Harbi, CT: Ibrahem
Coppa d'Asia 20111 Al-Rashidi, 2 Al-Taher, 3 Awadh, 4 Fadel, 5 Ajab, 6 Al-Fadhel, 7 F. Al-Enezi, 8 Al-Sheikh, 9 Maqseed, 10 Khalaf, 11 Al-Ansari, 12 Al Shamali, 13 Neda, 14 Al-Amer, 15 Ali, 16 H. Al-Enezi, 17 Al-Mutwa, 18 Al-Ataiqi, 19 Al-Rashidi, 20 Naser, 21 Al-Misha'an, 22 Al-Khaldi, 23 Youssef, CT: Tufegdžić
Coppa d'Asia 20151 Al-Rashidi, 2 Al-Fadhel, 3 Awadh, 4 Fadel, 5 Al-Hajri, 6 Al-Qahtani, 7 Al-Fadhel, 8 Al-Sheikh, 9 Al-Buraiki, 10 Al-Misha'an, 11 Al-Ansari, 12 S. Al Enezi, 13 Neda, 14 Al-Amer, 15 F. Al-Enezi, 16 Zaid, 17 Al-Mutwa, 18 Ebrahim, 19 Al-Shammari, 20 Naser, 21 Maqseed, 22 Al-Khaldi, 23 Youssef, CT: Maâloul

### Giochi olimpici
Nota: per le informazioni sulle rose successive al 1948 visionare la pagina della Nazionale olimpica.